# Franca C (schip, 1952)
De Franca C was oorspronkelijk gebouwd in 1914 en voer vanaf de bouw als vrachtschip onder de naam SS Medina. Het schip was in 2009, toen het nog steeds voer, inmiddels onder de naam MV Doulos, het oudst varende passagiersschip ter wereld. Onder de naam Doulos Phos is het tegenwoordig (anno 2020) een hotel.
In 1947 werd het door een Italiaans bedrijf Genaviter gekocht voor de ombouw tot een emigrantenschip (La Spezia 1949) waarna het in 1950 weer in dienst kwam. Na het faillissement van Genaviter werd het schip in 1952 gekocht door Linea C zoals Costa Cruises toen nog heette. Het schip werd van stoomschip omgebouwd tot motorschip en omgedoopt tot Franca C. Vanaf 1953 kwam het schip in dienst als passagiersschip op de lijn van Genua naar Zuid-Amerika. In 1957 kreeg ze een nieuwe schoorsteen en verbeterde accommodaties en werd ingezet voor personenvervoer in de Caraïben.
In 1959 kreeg de Franca C wederom een facelift met onder meer een volwaardig promenadedek waarna het als eerste Costa schip volledig ingezet werd voor cruises op de Middellandse Zee. Het nieuwe en grotere Costa schip Bianca C ging vanaf toen cruises varen in de Caraïben. De Franca C bleef in de vaart tot 1977, toen ze verkocht werd om haar reeds lange carrière als de Doulos voort te zetten.